# 康淑帝姫
康淑帝姫（こうしゅくていき、1106年9月16日 - 1109年）は、北宋の徽宗の第10皇女。

## 経歴
賢妃王氏（後に懿粛貴妃となった）の次女として崇寧5年8月10日（1106年9月16日）に生まれ、100日で康慶公主の位を授けられた。
大観2年（1108年）2月、承福公主の位を再授された。大観3年（1109年）2月に夭折した。商国公主の位を追贈され、奉安院に葬られた。大観4年（1110年）、祖父の神宗の永裕陵に従葬された。政和4年（1114年）12月、康淑帝姫の位を再追贈された。

## 伝記資料
- 『故贈商国公主追封記』
- 『皇第十女特封康慶公主制』